# Lijst van voetbalinterlands Joegoslavië - Noord-Macedonië
Deze lijst van voetbalinterlands is een overzicht van alle officiële voetbalwedstrijden tussen de nationale teams van Joegoslavië en Noord-Macedonië (het land speelde tussen 1993 en 2019 onder de naam Macedonië) . De landen speelden drie keer tegen elkaar. De eerste ontmoeting, een kwalificatiewedstrijd voor het Europees kampioenschap voetbal 2000, werd gespeeld in Belgrado op 5 september 1999. Het laatste duel, een vriendschappelijke wedstrijd, vond plaats op 23 februari 2000 in Skopje.

## Wedstrijden
| № | Plaats   | Datum            | Competitie           | Wedstrijd               | Uitslag |
| - | -------- | ---------------- | -------------------- | ----------------------- | ------- |
| 1 | Belgrado | 5 september 1999 | EK 2000 kwalificatie | Joegoslavië – Macedonië | 3 – 1   |
| 2 | Skopje   | 8 september 1999 | EK 2000 kwalificatie | Macedonië – Joegoslavië | 2 – 4   |
| 3 | Skopje   | 23 februari 2000 | Vriendschappelijk    | Macedonië – Joegoslavië | 1 – 2   |

## Samenvatting
| Competitie        | Totaal gespeeld | Winst Joegoslavië | Gelijk | Winst Noord-Macedonië | Doelsaldo Joegoslavië – Noord-Macedonië |
| ----------------- | --------------- | ----------------- | ------ | --------------------- | --------------------------------------- |
| EK-kwalificatie   | 2               | 2                 | 0      | 0                     | 7 − 3                                   |
| Vriendschappelijk | 1               | 1                 | 0      | 0                     | 2 − 1                                   |
| Totaal            | 3               | 3                 | 0      | 0                     | 9 − 4                                   |

## Details

### Eerste ontmoeting
|                                                               |       |                       |
| Joegoslavië                                                   | 3 – 1 | Macedonië             |
| Dragan Stojković 36' Dragan Stojković 54' Dejan Savićević 77' | goals | 64' (pen.) Saša Ćirić |
| - Debuut van Mladen Krstajić voor Joegoslavië.                |       |                       |

### Tweede ontmoeting
| Macedonië                       | 2 – 4 | Joegoslavië                                                                          |
| Artim Šakiri 60' Saša Ćirić 90' | goals | 1' Savo Milošević 4' (e.d.) Boban Babunski 16' Dejan Stanković 39' Ljubinko Drulović |

### Derde ontmoeting
|                                                                                                  |       |                                             |
| Macedonië                                                                                        | 1 – 2 | Joegoslavië                                 |
| Rade Karanfilovski 77'                                                                           | goals | 20' Predrag Mijatović 38' Predrag Mijatović |
| - Debuut van Robert Petrov voor Macedonië. - Debuut van doelman Željko Cicović voor Joegoslavië. |       |                                             |